# 5948 Longo
5948 Longo (1985 JL) là một tiểu hành tinh vành đai chính được phát hiện ngày 15 tháng 5 năm 1985 bởi E. Bowell ở trạm Anderson Mesa thuộc Đài thiên văn Lowell.